# 伊達斉邦
伊達 斉邦（だて なりくに）は、江戸時代後期の大名。仙台藩12代藩主。伊達氏28代当主。官位は従四位上・左近衛権中将。

## 経歴
文化14年9月27日（1817年11月6日）、登米伊達家当主・伊達宗充（5代藩主・伊達吉村の八男・村良の子）の長男として登米郡寺池村の登米館にて誕生した。母は片倉村典の娘。『仙台叢書』では文化14年5月28日出生とある。幼名は藤三郎、後に幸五郎。正室は11代藩主・伊達斉義の娘・勁松院綵姫。
文政2年5月（1819年）に男子がなかった藩主・伊達斉宗が病床に伏したために、後継者を選定する必要が生じ、当時2歳であった幸五郎（斉邦）が、伊達一門の涌谷伊達家の源次郎（のちの伊達義基、当時12歳）、支藩一関藩主・田村宗顕養弟で従兄（父・宗充の実兄である田村村資の子）の田村顕嘉同様に藩主後継候補に挙がった。年齢や血縁の近さから田村顕嘉が伊達斉義として11代藩主に就任する。
文政10年（1827年）1月25日に斉義の婿養子となり、翌日に通称を総次郎と改めた。翌文政11年11月27日（1828年1月13日）に養父の斉義が没すると、斉義の実子である穣三郎（後の13代藩主・伊達慶邦）が幼少であったこともあり、同年12月に家督を相続した。
なお、『仙台叢書』などによると、斉義が実際に死去してから後継者が決まらずに喪を秘している期間があり、この間に老中（『三百藩家臣人名事典』では水野忠成とする）より斉義の正室に11代将軍・徳川家斉の子を婚姻させて家督相続させる案が提示されており、水面下では家督相続までに紆余曲折があった（当時、江戸藩邸に詰めていた仙台藩若年寄の大條道直の項目参照）。
文政11年（1828年）1月23日に諱を宗礼と称し、1月28日に将軍・家斉に初御目見を得て従四位・少将に叙任の上、陸奥守に任官し、また斉義と同様、「斉」の字を賜って斉邦と改名する。天保2年（1831年）には従四位上・中将に進む。
同年、天明の大飢饉を経て地域主導で行われていた「貯穀」について後押しをする通達を出した。こうした米などの備蓄は天保4年（1833年）の凶作時には機能して藩の名声を高めたものの、天保7年（1836年）の大飢饉時は払底しており、多くの犠牲者を出すとともに、藩の財政運営の行く末に大きな影を落とすこととなった。
天保8年（1837年）に斉義の娘である綵姫と婚礼を挙げ、同時に斉義の遺児で正室の実弟の穣三郎（後の伊達慶邦）を養嗣子とする。
天保10年（1839年）に藩内困窮により江戸への参勤交代が延期となり、翌年（1840年）には脚症となり、天保12年7月24日（1841年9月9日）、25歳で死去した。跡を養嗣子の寿村（慶邦）が継いだ。戒名は慈雲院殿竜山真珠大居士。
学問を好み、大槻清準に謡曲の新曲を作らせるなど、文学面では功績が大きい。また、有能な役人を登用して様々な藩政改革に当たるなど優れた行政手腕を発揮したが、同時期に地震や水害、飢饉などが生じたため、「天譴論」（悪政を行う領主に天が罰する）の視点から批判されることもあった。

## 系譜
- 父：伊達宗充（1787年 - 1843年） - 長門
- 母：阿常 - 常子姫、片倉村典の娘
- 養父：伊達斉義（1798年 - 1828年）
- 正室：勁松院（1824年 - 1861年） - 綵姫（まさひめ）、微子（のりこ）、栄心院、伊達斉義の長女
- 養子
  - 男子：伊達慶邦（1825年 - 1874年） - 伊達斉義の次男

## 偏諱を受けた人物
- 伊達慶邦（養嗣子、義弟（先代・斉義の子）、次代藩主、※斉邦亡き後、慶寿と名乗った後に慶邦に改名）
- 伊達邦寧（実弟、登米伊達家）
- 伊達邦隆（涌谷伊達家）
- 伊達邦孚（宮床伊達家）
- 伊達邦命（水沢伊達家）
- 伊達邦和（川崎伊達家）
- 片倉邦憲
- 田村邦顕（陸奥一関藩7代藩主、先代・斉義の養弟・田村宗顕の子）
- 田村邦行（陸奥一関藩8代藩主、邦顕の実弟）
- 三沢邦明（三沢氏、三沢村延の孫）